# Hypodryas variegata
Hypodryas variegata är en fjärilsart som beskrevs av Turati och Ruggero Verity 1910. Hypodryas variegata ingår i släktet Hypodryas och familjen praktfjärilar. Inga underarter finns listade i Catalogue of Life.